# Philoponella sabah
Philoponella sabah là một loài nhện trong họ Uloboridae.
Loài này thuộc chi Philoponella. Philoponella sabah được Hajime Yoshida miêu tả năm 1992.